# Andrés Eloy Blanco Iturbe
Andrés Eloy Blanco Iturbe (Venezuela, 15 de octubre de 1947) es un político venezolano, quien fue diputado y ministro de Información de Carlos Andrés Pérez en su segunda presidencia, siendo miembro del partido Acción Democrática (AD). Es hijo del poeta y político Andrés Eloy Blanco.

## Biografía
El día que nació, su padre, Andrés Eloy Blanco, presidente de la Asamblea Nacional Constituyente de Venezuela de 1946, suspendió una sesión de discusión de la nueva constitución para estar en su nacimiento.
Tras el golpe de Estado de 1948 al presidente Rómulo Gallegos, Blanco fue impedido de salir de Venezuela por la Seguridad Nacional de la dictadura durante dos meses hasta que se negoció su salida a La Habana, Cuba. Estuvo en ese lugar junto con su familia menos de un año, hasta que se exiliaron en Ciudad de México. Después se mudaron a Cuernavaca por recomendación del médico de Andrés Eloy padre. Tras la muerte de este en un accidente de tránsito en 1955, la familia regresó a Venezuela en junio, aún en dictadura.
Tras el hostigamiento político a la madre de Blanco, en 1957 la familia decidió volver a exiliarse en México, cancelando los planes cuando se materializó el golpe de Estado de 1958 al dictador Marcos Pérez Jiménez.

### Carrera política
Blanco se unió al partido Acción Democrática (AD), siendo diputado por el estado Sucre en la década de 1970, donde formó parte de la Comisión de Ética, votando a favor de aplicarle la responsabilidad administrativa y moral al presidente Carlos Andrés Pérez por el caso Sierra Nevada.
En la década de 1990 fue nombrado ministro de Estado director de la Oficina Central de Información durante la segunda presidencia de Carlos Andrés Pérez. Según Blanco, tras el ofrecimiento él le dijo al presidente: «¡Pero yo no soy periodista, presidente!» y este le respondió: «Yo no quiero un periodista, yo quiero un político».
Durante el intento de golpe del 4F de 1992 fue el encargado de preparar la cadena presidencial de CAP en VTV en coordinación con el ministro de Comunicación, dando orden al general Caballero: «Va a evitar que esas antenas caigan en manos de los conspiradores y si no puede, túmbelas». Por petición de los militares leales al gobierno, Blanco se dirigió en un vehículo oficial camuflado al Palacio de Miraflores. En el camino se toparon con una tanqueta, de donde salió un soldado rebelde, que apuntó a Blanco y lo obligó a identificarse, lo que terminó en el asesinato del soldado por parte de uno de los conductores del vehículo oficial. Cuando llegó a Miraflores la situación estaba controlada y el intento de golpe aplacado, aunque el palacio estaba ensangrentado y con numerosas marcas de disparos. Blanco recibió a los representantes del gobierno allí, incluyendo al presidente CAP, quien hizo la cadena presidencial en todos los canales, menos en Radio Caracas Televisión (RCTV). El presidente del canal, Marcel Granier, y Eladio Lárez, lo contactaron para pedirle disculpas por no haberse unido a la transmisión; Blanco, por su parte, declaró en una entrevista en 2023 que dudaba de los argumentos e intenciones de estos. Después del 4F, la situación política en el país y en el gobierno de CAP se hizo complicada, siendo Blanco reemplazado por Pedro Mogna ese mismo mes.